# Xã Springfield, Quận Kossuth, Iowa
Xã Springfield (tiếng Anh: Springfield Township) là một xã thuộc quận Kossuth, tiểu bang Iowa, Hoa Kỳ. Năm 2010, dân số của xã này là 104 người.